# Список министров экономики и защиты климата Германии
Данный список представляет глав Федерального министерства экономики и энергетики Германии и учреждений, выполнявших соответствующие функции. Охватывает исторический период со времён кайзеровской Германии, с момента учреждения должности, по настоящее время.

## Статс-секретари имперского учреждения экономики кайзеровской Германии, 1917—1919

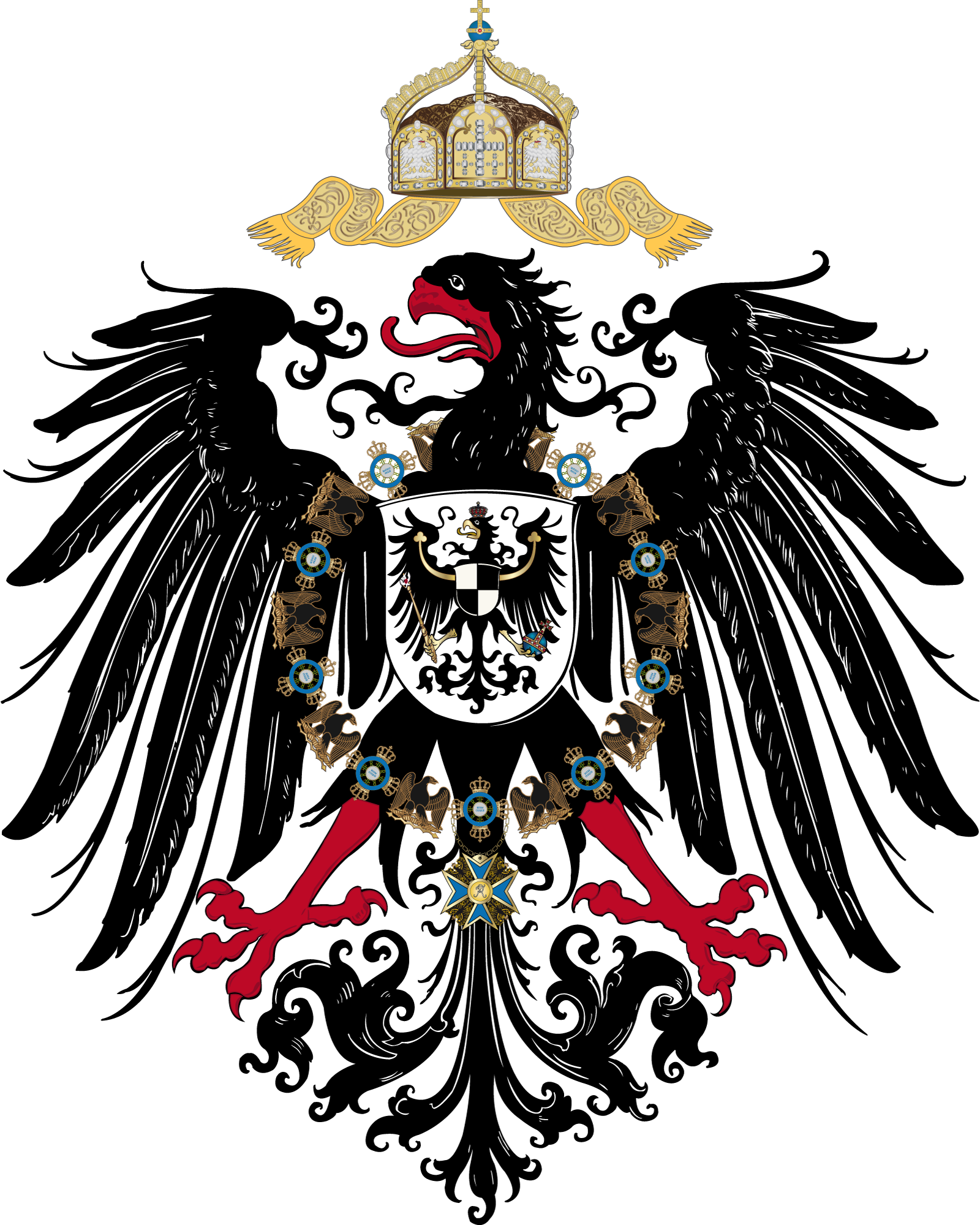
Герб Германской империи

| Имя                                     | Дата вступления в должность | Дата снятия с должности | Партия |
| --------------------------------------- | --------------------------- | ----------------------- | ------ |
| Рудольф Швандер (уполномоченный)        | 30 июня 1917                | 20 ноября 1917          | -      |
| Ганс Карл фон Штейн цу Норд унд Остхайм | 20 ноября 1917              | 9 ноября 1918           | -      |
| Август Мюллер                           | 14 ноября 1918              | 13 февраля 1919         | -      |

## Министры экономики Веймарской республики, 1919—1933

Герб Веймарской республики

| Имя                         | Дата вступления в должность | Дата снятия с должности | Партия |
| --------------------------- | --------------------------- | ----------------------- | ------ |
| Рудольф Виссель             | 13 февраля 1919             | 15 июля 1919            | СДПГ   |
| Роберт Шмидт                | 16 июля 1919                | 24 июня 1920            | СДПГ   |
| Эрнст Шольц                 | 25 июня 1920                | 9 мая 1921              | ННП    |
| Роберт Шмидт                | 10 мая 1921                 | 21 ноября 1922          | СДПГ   |
| Иоганн Беккер               | 22 ноября 1922              | 12 августа 1923         | ННП    |
| Ганс фон Раумер             | 12 августа 1923             | 5 октября 1923          | ННП    |
| Йозеф Кёт                   | 6 октября 1923              | 30 ноября 1923          | -      |
| Эдуард Хамм                 | 30 ноября 1923              | 15 декабря 1924         | НДП    |
| Альберт Нойхаус             | 15 января 1925              | 26 октября 1925         | ННП    |
| Рудольф Кроне (и. о.)       | 27 октября 1925             | 5 декабря 1925          | ННП    |
| Юлиус Курциус               | 19 января 1926              | 11 ноября 1929          | ННП    |
| Пауль Мольденхауер          | 15 ноября 1929              | 23 декабря 1929         | ННП    |
| Роберт Шмидт                | 24 декабря 1929             | 29 марта 1930           | СДПГ   |
| Герман Дитрих               | 30 марта 1930               | 26 июня 1930            | НДП    |
| Эрнст Тренделенбург         | 27 июня 1930                | 8 октября 1931          | -      |
| Герман Вармбольд            | 9 октября 1931              | 28 апреля 1932          | -      |
| Эрнст Тренделенбург (и. о.) | 29 апреля 1932              | 30 мая 1932             | -      |
| Герман Вармбольд            | 1 июня 1932                 | 28 января 1933          | -      |

## Министры экономики Третьего рейха, 1933—1945

Герб Третьего рейха

| Имя               | Дата вступления в должность | Дата снятия с должности | Партия |
| ----------------- | --------------------------- | ----------------------- | ------ |
| Альфред Гугенберг | 30 января 1933              | 26 июня 1933            | НННП   |
| Курт Шмитт        | 30 июня 1933                | 30 июля 1935            | НСДАП  |
| Ялмар Шахт        | 30 июля 1935                | 27 ноября 1937          | -      |
| Герман Геринг     | 27 ноября 1937              | 15 января 1938          | НСДАП  |
| Вальтер Функ      | 15 января 1938              | 1 мая 1945              | НСДАП  |
| Альберт Шпеер     | 5 мая 1945                  | 23 мая 1945             | НСДАП  |

## Министры экономики Федеративной Республики Германия, 1949—1990

Герб ФРГ

| Имя              | Дата вступления в должность | Дата ухода с должности | Партия |
| ---------------- | --------------------------- | ---------------------- | ------ |
| Людвиг Эрхард    | 20 сентября 1949            | 16 октября 1963        | ХДС    |
| Курт Шмюккер     | 17 октября 1963             | 1 декабря 1966         | ХДС    |
| Карл Шиллер      | 1 декабря 1966              | 7 июля 1972            | СДПГ   |
| Гельмут Шмидт    | 7 июля 1972                 | 15 декабря 1972        | СДПГ   |
| Ганс Фридерикс   | 15 декабря 1972             | 7 октября 1977         | СвДП   |
| Отто Ламбсдорф   | 7 октября 1977              | 17 сентября 1982       | СвДП   |
| Манфред Ланштайн | 17 сентября 1982            | 4 октября 1982         | СДПГ   |
| Отто Ламбсдорф   | 4 октября 1982              | 27 июня 1984           | СвДП   |
| Мартин Бангеман  | 27 июня 1984                | 9 декабря 1988         | СвДП   |
| Гельмут Хаусман  | 9 декабря 1988              | 2 октября 1990         | СвДП   |

## Министры экономики Германской Демократической Республики, 1949—1990

Герб ГДР

Замечание: До 1989 года в ГДР не имелось классического министерства экономики, а были только «министерства отраслей экономики». Лишь в 1989 году было создано министерство экономики, сопоставимое с сегодняшними представлениями о таковом.

## Министры экономики Федеративной Республики Германия, 1990 —

Герб ФРГ

### Министры экономики Германской Демократической Республики (1989—1990)
| Имя                  | Дата вступления в должность | Дата снятия с должности | Партия    |
| -------------------- | --------------------------- | ----------------------- | --------- |
| Криста Луфт          | 1989                        | 1990                    | СЕПГ      |
| Герхард Поль         | 1990                        | 1990                    | ХДС в ГДР |
| Гунтер Хальм (и. о.) | 1990                        | 1990                    | ССД       |

### Министры отраслей экономики Германской Демократической Республики

#### Министры горнорудной, металлургической и калиевой промышленности ГДР (1966—1989)
| Имя               | Дата вступления в должность | Дата снятия с должности | Партия |
| ----------------- | --------------------------- | ----------------------- | ------ |
| Фриц Зельбман     | 1950                        | 1955                    | СЕПГ   |
| Рудольф Штейнванд | 1955                        | 1958                    | СЕПГ   |
| Курт Фихтнер      | 1966                        | 1967                    | СЕПГ   |
| Курт Зингхубер    | 1967                        | 1989                    | СЕПГ   |

#### Министры электроники и электротехники ГДР (1965—1989)
| Имя           | Дата вступления в должность | Дата снятия с должности | Партия |
| ------------- | --------------------------- | ----------------------- | ------ |
| Отфрид Штегер | 1965                        | 1983                    | СЕПГ   |
| Феликс Майер  | 1983                        | 1989                    | СЕПГ   |

#### Министр угольной и энергетической промышленности ГДР (1979—1989)
| Имя                 | Дата вступления в должность | Дата снятия с должности | Партия |
| ------------------- | --------------------------- | ----------------------- | ------ |
| Вольфганг Митцингер | 1979                        | 1989                    | СЕПГ   |

#### Министры химической промышленности ГДР (1965—1989)
| Имя             | Дата вступления в должность | Дата снятия с должности | Партия |
| --------------- | --------------------------- | ----------------------- | ------ |
| Зигберт Лёшау   | 1965                        | 1966                    | СЕПГ   |
| Гюнтер Вишофски | 1966                        | 1989                    | СЕПГ   |

#### Министры строительной промышленности ГДР (1950—1990)
| Имя                 | Дата вступления в должность | Дата снятия с должности | Партия    |
| ------------------- | --------------------------- | ----------------------- | --------- |
| Эрнст Шольц         | 1950                        | 1973                    | СЕПГ      |
| Вольфганг Юнкер     | 1973                        | 1989                    | СЕПГ      |
| Герхард Баумгертель | 1989                        | 1990                    | ХДС в ГДР |
| Аксель Фивегер      | 1990                        | 1990                    | ЛДПГ      |

#### Министры стекольной и керамической промышленности ГДР (1972—1989)
| Имя                   | Дата вступления в должность | Дата снятия с должности | Партия |
| --------------------- | --------------------------- | ----------------------- | ------ |
| Вернер Грайнер-Петтер | 1972                        | 1983                    | СЕПГ   |
| Карл Грюнхайд         | 1983                        | 1989                    | СЕПГ   |

#### Министры материально-технического снабжения ГДР (1965—1989)
| Имя               | Дата вступления в должность | Дата снятия с должности | Партия |
| ----------------- | --------------------------- | ----------------------- | ------ |
| Альфред Нойман    | 1965                        | 1968                    | СЕПГ   |
| Эрих Хаазе        | 1968                        | 1971                    | СЕПГ   |
| Манфред Флегель   | 1971                        | 1974                    | НДПГ   |
| Вольфганг Раухфус | 1974                        | 1989                    | СЕПГ   |

#### Министр инструментальной промышленности ГДР (1973—1989)
| Имя         | Дата вступления в должность | Дата снятия с должности | Партия |
| ----------- | --------------------------- | ----------------------- | ------ |
| Руди Георги | 1973                        | 1989                    | СЕПГ   |

#### Министры машиностроения ГДР (1973—1990)
| Имя               | Дата вступления в должность | Дата снятия с должности | Партия |
| ----------------- | --------------------------- | ----------------------- | ------ |
| Гюнтер Клайбер    | 1973                        | 1986                    | СЕПГ   |
| Герхард Таутенхан | 1986                        | 1989                    | СЕПГ   |
| Карл Грюнхайд     | 1989                        | 1990                    | СЕПГ   |

#### Министры тяжёлой промышленности ГДР (1975—1990)
| Имя              | Дата вступления в должность | Дата снятия с должности | Партия |
| ---------------- | --------------------------- | ----------------------- | ------ |
| Фриц Зельбман    | 1975                        | 1979                    | СЕПГ   |
| Рольф Керстен    | 1981                        | 1986                    | СЕПГ   |
| Ганс-Иоахим Лаук | 1981                        | 1989                    | СЕПГ   |
| Курт Зингхубер   | 1989                        | 1990                    | СЕПГ   |

#### Министры лёгкой промышленности ГДР (1972—1989)
| Имя           | Дата вступления в должность | Дата снятия с должности | Партия |
| ------------- | --------------------------- | ----------------------- | ------ |
| Карл Беттин   | 1972                        | 1978                    | СЕПГ   |
| Вернер Бушман | 1978                        | 1989                    | СЕПГ   |
| Гунтер Хальм  | 1989                        | 1989                    | НДПГ   |

#### Министры пищевой промышленности ГДР (1951—1989)
| Имя             | Дата вступления в должность | Дата снятия с должности | Партия |
| --------------- | --------------------------- | ----------------------- | ------ |
| Эрхард Крак     | 1951                        | 1974                    | СЕПГ   |
| Удо-Дитер Ванге | 1974                        | 1989                    | СЕПГ   |

#### Министры торговли и снабжения ГДР (1949—1989)
| Имя                | Дата вступления в должность | Дата снятия с должности | Партия |
| ------------------ | --------------------------- | ----------------------- | ------ |
| Карл Хаман         | 1949                        | 1952                    | ЛДПГ   |
| Курт Вах           | 1953                        | 1959                    | СЕПГ   |
| Курт-Хайнц Меркель | 1959                        | 1963                    | СЕПГ   |
| Герхард Лухт       | 1963                        | 1965                    | СЕПГ   |
| Гюнтер Зибер       | 1965                        | 1972                    | СЕПГ   |
| Герхард Брикса     | 1972                        | 1989                    | СЕПГ   |
| Манфред Флегель    | 1989                        | 1990                    | НДПГ   |

## Министры экономики Федеративной Республики Германия, 1990 —н.в.

### Министры экономики (1990—1998)
| Имя             | Дата вступления в должность | Дата ухода с должности | Партия |
| --------------- | --------------------------- | ---------------------- | ------ |
| Гельмут Хаусман | 3 октября 1990              | 18 января 1991         | СвДП   |
| Юрген Мёллеман  | 18 января 1991              | 21 января 1993         | СвДП   |
| Гюнтер Рексродт | 21 января 1993              | 26 октября 1998        | СвДП   |

### Министр экономики и технологии (1998—2002)
| Имя           | Дата вступления в должность | Дата снятия с должности | Партия |
| ------------- | --------------------------- | ----------------------- | ------ |
| Вернер Мюллер | 27 октября 1998             | 22 октября 2002         | -      |

### Министр экономики и труда (2002—2005)
| Имя               | Дата вступления в должность | Дата снятия с должности | Партия |
| ----------------- | --------------------------- | ----------------------- | ------ |
| Вольфганг Клемент | 22 октября 2002             | 22 ноября 2005          | СДПГ   |

### Министры экономики и технологии (2005—2013)
| Имя                       | Дата вступления в должность | Дата снятия с должности | Партия |
| ------------------------- | --------------------------- | ----------------------- | ------ |
| Михаэль Глос              | 22 ноября 2005              | 10 февраля 2009         | ХСС    |
| Карл-Теодор цу Гуттенберг | 10 февраля 2009             | 27 октября 2009         | ХСС    |
| Райнер Брюдерле           | 28 октября 2009             | 12 мая 2011             | СвДП   |
| Филипп Рёслер             | 12 мая 2011                 | 17 декабря 2013         | СвДП   |

### Министры экономики и энергетики (2013 — 2021)
| Имя             | Дата вступления в должность | Дата снятия с должности | Партия |
| --------------- | --------------------------- | ----------------------- | ------ |
| Зигмар Габриэль | 17 декабря 2013             | 27 января 2017          | СДПГ   |
| Бригитта Циприс | 27 января 2017              | 14 марта 2018           | СДПГ   |
| Петер Альтмайер | 14 марта 2018               | 8 декабря 2021          | ХДС    |

### Министры экономики и проблем изменения климата (2021 —н.в.)
| Имя          | Дата вступления в должность | Дата снятия с должности | Партия  |
| ------------ | --------------------------- | ----------------------- | ------- |
| Роберт Хабек | 8 декабря 2021              | в должности             | Зелёные |